# Maison de la Radio (Belgique)
Pour les articles homonymes, voir Maison de la Radio.
L'ancienne Maison de la Radio (en néerlandais : Radiohuis) également connu sous le Bâtiment Flagey (en néerlandais : Flageygebouw) de Belgique est un bâtiment de style moderniste situé place Flagey à Ixelles. Un immeuble de bureaux et de studios d'enregistrement conçu entre 1935 et 1938 par l'architecte Joseph Diongre. Il fut le siège de l’Institut national de radiodiffusion (I.N.R.), et ensuite de la RTB et de la BRT. Rénové entre 1998 et 2002, il accueille aujourd'hui différentes activités culturelles ainsi que des commerces.

## Histoire
Après la Première Guerre mondiale, la commune d'Ixelles veut construire sur la place soit une maison communale, soit un musée ou une salle de fête. Plus tard la commune à une nouvelle proposition : la construction des blocs d'appartements avec des magasins au rez-de-chaussée. Ce programme prévoit aussi le réaménagement de la place. En 1932, la commune vend à l'INR la moitié du terrain où va être construit la Maison de la Radio,. 
Un concours à l’échelle nationale a été organisé entre le 22 février et le 7 mai 1933 par l‘Institut National de Radiodiffusion, pour la construction de la Maison de la Radio. Le jury est composé de treize membres, parmi lesquels (Victor Horta, Jean-Baptiste Dewin et Louis Van Hove). Puisque c’est une époque où existe très peu de bâtiments dédies uniquement à la radiodiffusion. À la fin du concours, il n’y a pas un gagnant à cause du manque de technicité des projets, proposés par les 40 architectes qui y participent.
Un second concours a été organisé entre le 21 août et le 10 novembre 1933 avec un programme plus précis. Cette fois-ci, le concours mets en premier plan l’isolation acoustique des studios dans le bâtiment, les qualités esthétiques et architecturales. Quinze candidats y participent. Le projet de l’architecte bruxellois Joseph Diongre reçoit le premier prix. Sa proposition de projet répond parfaitement aux exigences techniques. En vue de la construction d'un bâtiment destiné à accueillir ses différentes installations. L’ingénieur Raymond Braillard apporte quelques modification sur le plan de Joseph Diongre, notamment l'ajout de la grande tourelle. 
La construction s'échelonne de 1935 à 1938, c'est alors l’une des premières maisons de la radio en Europe, après Londres et Berlin.
Sur un sol de nature spongieuse due à une nappe phréatique instable, il a fallu installer un système de pompage permanent. Le bâtiment est construit sur une couche de béton et des feuilles de cuivre. 
Terminé en 1938, l’INR émit en continu de 6h45 à 24h. 

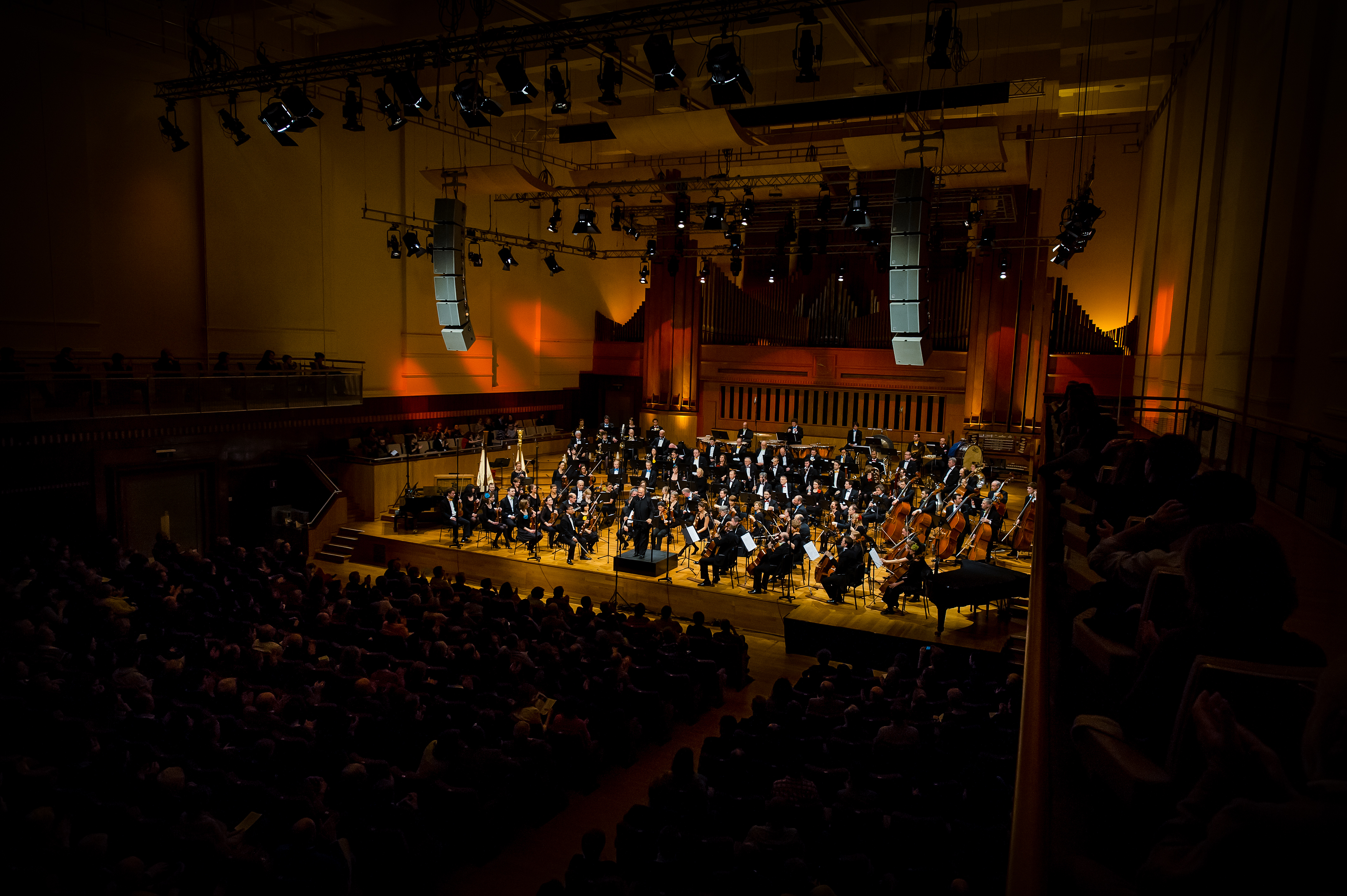
Concert du Brussels Philharmonic dans le Studio 4, Maison de la Radio

Le bâtiment comporte 12 studios d’enregistrement de plan trapézoïdal dont le célèbre studio 4 comportant un orgue de 8 000 tuyaux, répartis dans deux tours. L’immeuble est climatisé et desservi par 13 ascenseurs et pourvu d’équipements radiophoniques les plus modernes. La tourelle d’angle sert à protéger le mât d’émission d’images sonorisées. L’isolation acoustique est irréprochable.
La construction de ce bâtiment transforme et modernise le quartier.
Pendant 35 ans, le bâtiment est utilisé pour la radiodiffusion, la diffusion de concerts et la télévision. En 1960, l’INR devient RTB. La RTB est chargée de la radiodiffusion et de la télévision de langue française, la BRT, chargée des émissions de langue néerlandaise.
Après l’apparition de la télévision, La Maison de la Radio, devient trop petite. Donc la RTB (future RTBF) et BRT (future VRT) décident de construire un nouveau bâtiment : la Cité de la Radio et la Télévision, à la place de l’ancien Tir National situé boulevard Reyers. Les dernières émissions s’arrêteront en 1974.
Le bâtiment est classé comme monument depuis le 28 avril 1994. Il ferme toutefois ses portes un an plus tard en raison de problèmes d'amiante.
Après la fermeture, plusieurs essais de réaffectations sont établis, mais sans aucun résultat. Le 10 septembre 1997, La Maison de la Radio a été inscrit sur la liste des ’’100 most endangered sites in the world’’ par un jury international de spécialistes sur la conservation du patrimoine mondial.
En 1998, la SA Maison de la Radio Flagey, rassemblant plusieurs investisseurs, rachète le bâtiment et charge le bureau d'architectes Samyn de sa rénovation.
Rouvert en 2002, le bâtiment a retrouvé aujourd’hui sa fonction d’origine avec la création d’un espace musical avec studios d’enregistrement, salles de concerts et de cinéma. Il est devenu un lieu à la programmation éclectique. On y retrouve des week-ends découvertes, projections images et son, concerts tremplins du vendredi midi, séances cinéma-brunch un dimanche par mois… et bien d’autres encore.
La coordination des différentes activités culturelles dans le bâtiment a été confiée à l'ASBL Flagey, créée en 2001. Association d'initiative privée à l'origine, son mode de fonctionnement a fondamentalement été revu en 2005 à la suite de l'accord de financement conclu entre la Communauté flamande, la Communauté française et la Région bruxelloise,. Depuis 2007, la Commune d'Ixelles est également associée au fonctionnement de l'association. Actuellement, sur treize administrateurs, six sont désignés par la Communauté flamande, trois sont désignés par la Communauté française, trois (dont au moins un néerlandophone) sont désignés par la Région de Bruxelles-Capitale et le dernier est désigné par la Commune d'Ixelles. 
Aujourd'hui, les médias bruxellois néerlandophones, Bruzz, se trouvent dans ce bâtiment. Depuis 2005, le Brussels Philharmonic réside dans le Studio 4 du bâtiment Flagey, très réputé pour son acoustique. 

## Architecture
Le bâtiment possède des angles arrondis adoucissant le volume massif de cette construction de pierre bleue et de brique de grès jaune ocre Fouquemberg. On retrouve ces briques sur d'autres bâtiments du quartier, notamment l'actuelle Bibliothèque Sans-Souci. Il compte sept niveaux vers la place Flagey et six vers la place Sainte-Croix. L’angle du bâtiment comporte une tourelle circulaire de quatre niveaux. L’horizontalité est soulignée par un vitrage continu et un auvent surplombant le rez-de-chaussée,. L’œuvre est comparée à un paquebot avec ses ponts et ses longs couloirs. L’intérieur a conservé son mobilier d’origine de style Art déco.

### Façade
Une grande simplicité des façades. Elle est en briques jaune ocre et de pierre bleue encadrant les entrées. La brique jaune lui donne une homogénéité. La composition de la façade est rythmée par des bandes horizontales présentes sur la totalité de la façade. Une série de fenêtres qui renforcent l’horizontalité. 

### Les entrées
Il existe deux entrées : l’entrée administrative située côté place Flagey et l’entrée principale située sur la place Sainte-Croix. Un auvent élargi au-dessus de chacune d’elles. L’entrée principale et la cage d’escalier sont éclairées de trois grandes fenêtres de deux étages. L’entrée côté place Flagey forme une saillie arrondie, occupant toute la hauteur de la façade. Les deux entrées au rez-de-chaussée sont reliées par un large hall.

### Plan général
L’organisation spatiale intérieur a été établie autour de deux tours acoustiques qui ont été placées au centre du bâtiment. Ces deux tours ont des murs en briques épais de 1,25 m pour empêcher la propagation du son. Elles sont entourées des services techniques, des locaux de l’administration et de la circulation. L’entrée située côté place Flagey mène à un espace haut de cinq étages, éclairé par une verrière. Les escaliers et les ascenseurs sont connectés avec cet espace. Du premier étage, on dispose d’une vue panoramique vers la place Sainte-Croix et les étangs d’Ixelles. Les espaces techniques situés dans le sous-sol renforcent l’esthétique d’un paquebot. 

### Techniques de construction
La Maison de la Radio a été construite sur 836 pieux en béton de 11 à 12 mètres de long et de 60 cm de diamètre. Chaque pieu a été conçu pour supporter une charge de 95 tonnes. C’est un terrain marécageux avec des différentes couches de sable boulant. Une partie du terrain est composée de grands blocs de pierre. La stabilité des différentes parties du bâtiment, l’isolation entre les studios et le reste du bâtiment est assurée par l’ingénieur civil Leon Marc Chapeaux.

### Rénovation
Différentes parties du bâtiment ont été rénovées entre 1998 et 2002 par Samyn et Associés. Le travail prévoit la réorganisation des fonctions du bâtiment, la modification des différents studios, la rénovation des bureaux, l’aménagement de commerces au rez-de-chaussée. Le bâtiment doit être mis en conformité avec les normes  de sécurité. Les studios d’enregistrement sont transformés en salles de concert.

## Galerie de photos

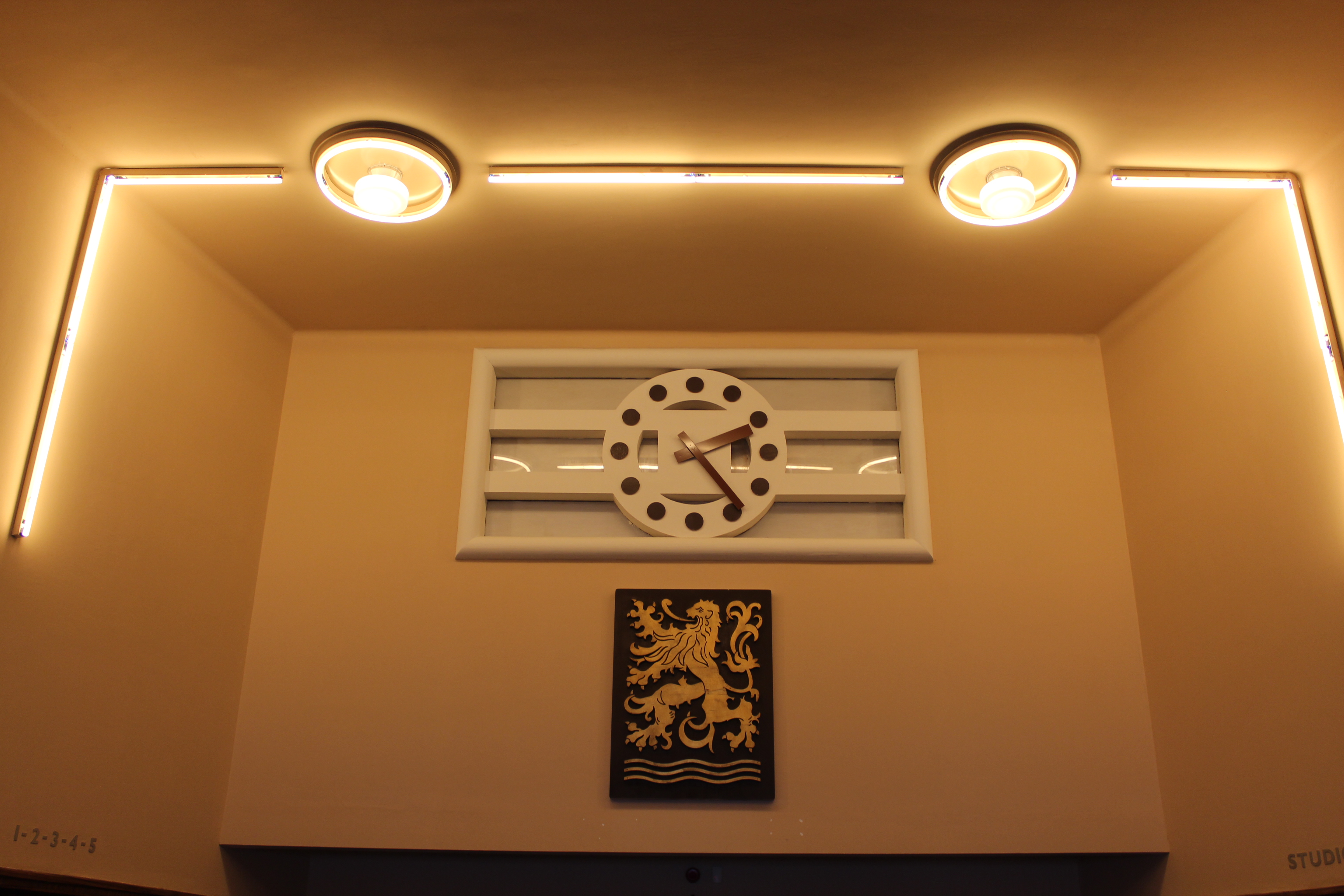
Logo de l'INR
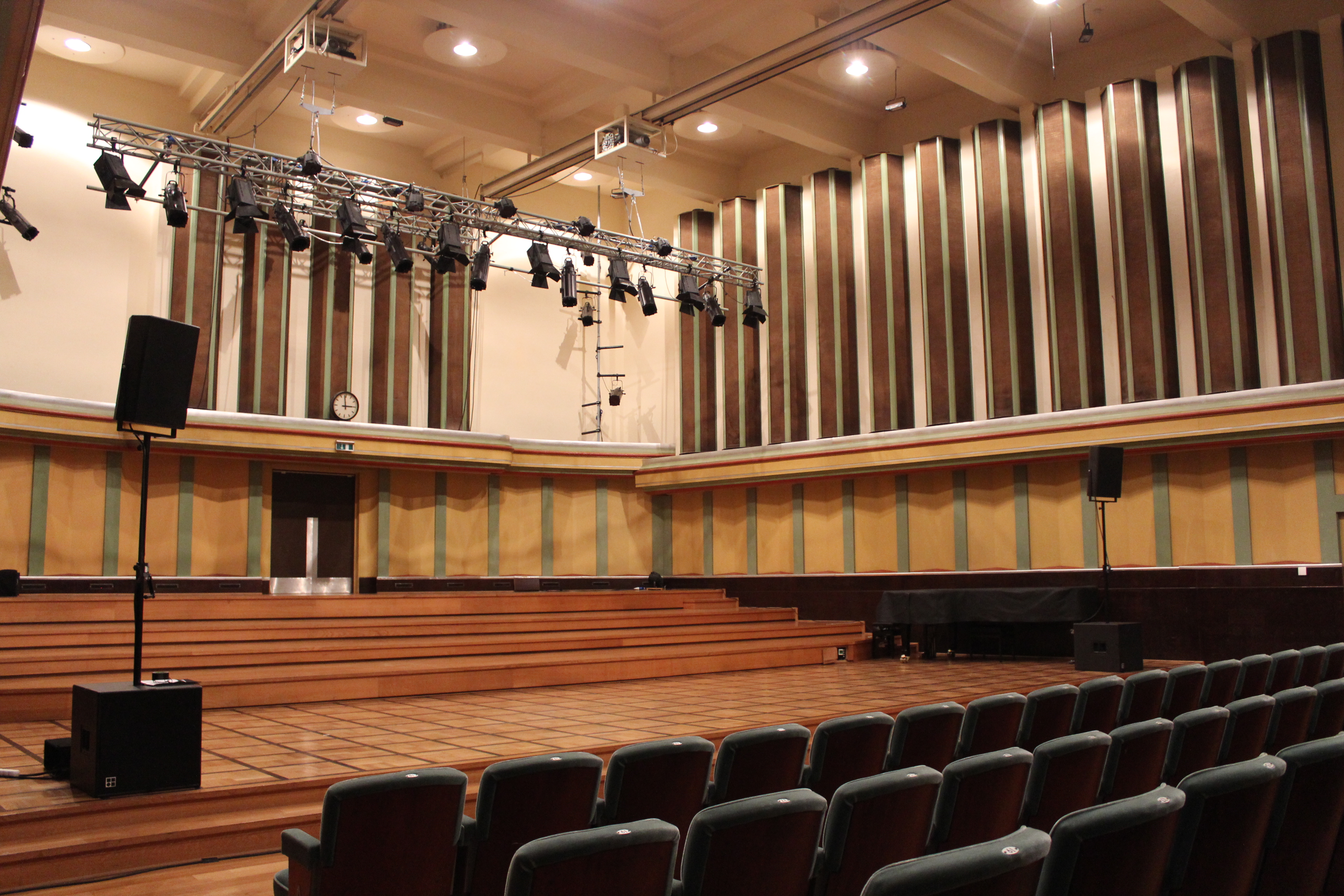
Studio 1
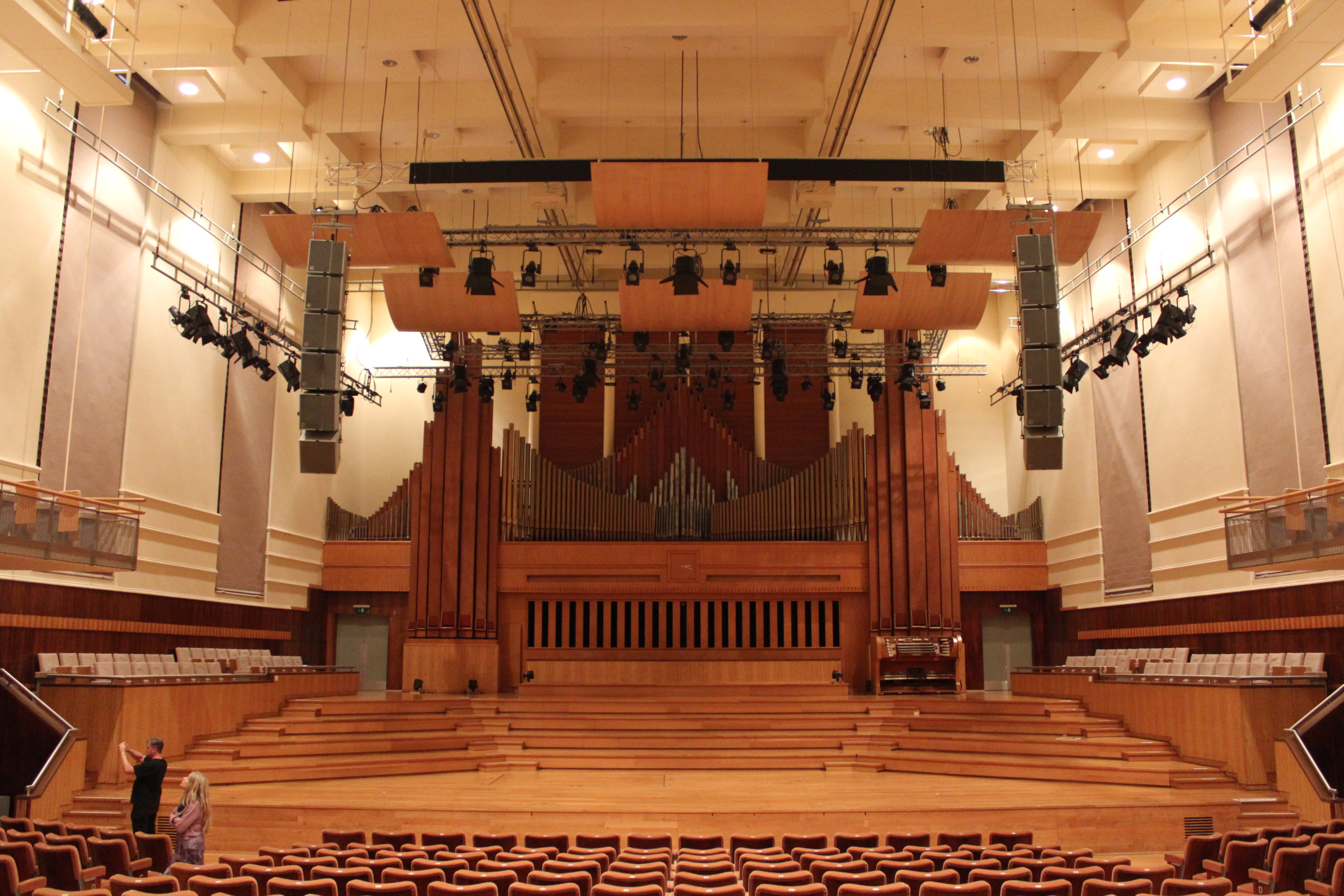
Studio 4
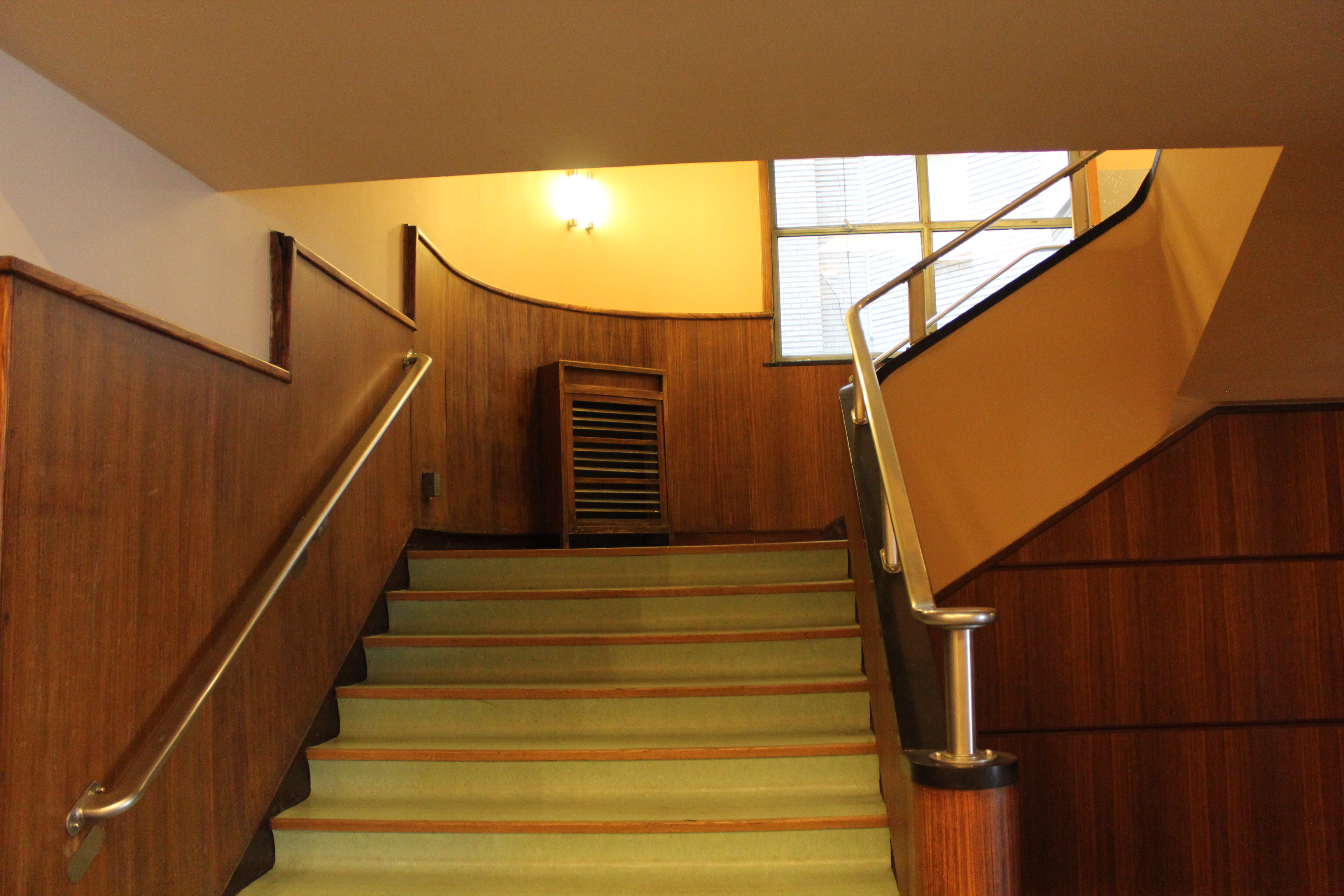
Détail d'un escalier
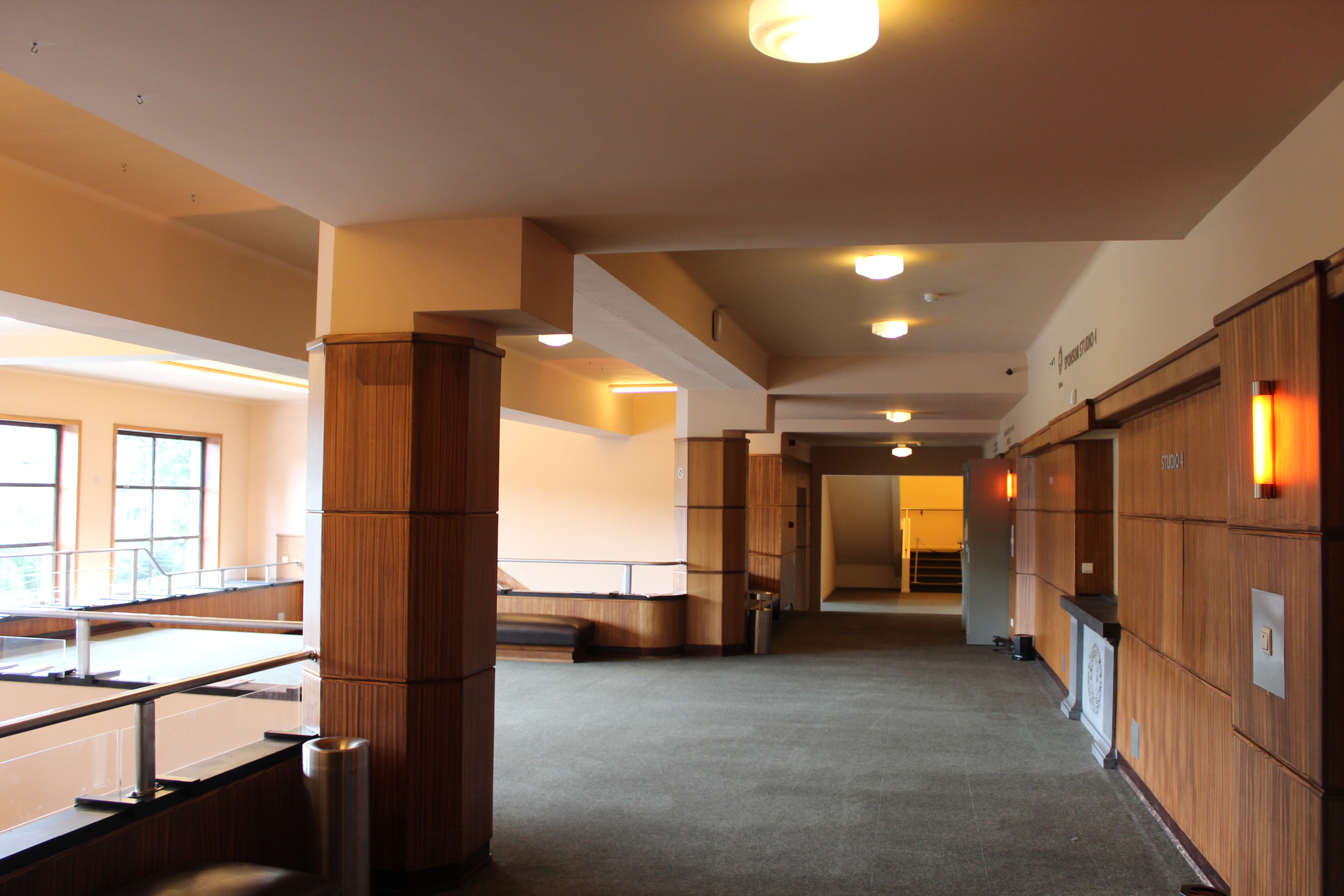
Couloir menant au studio 4
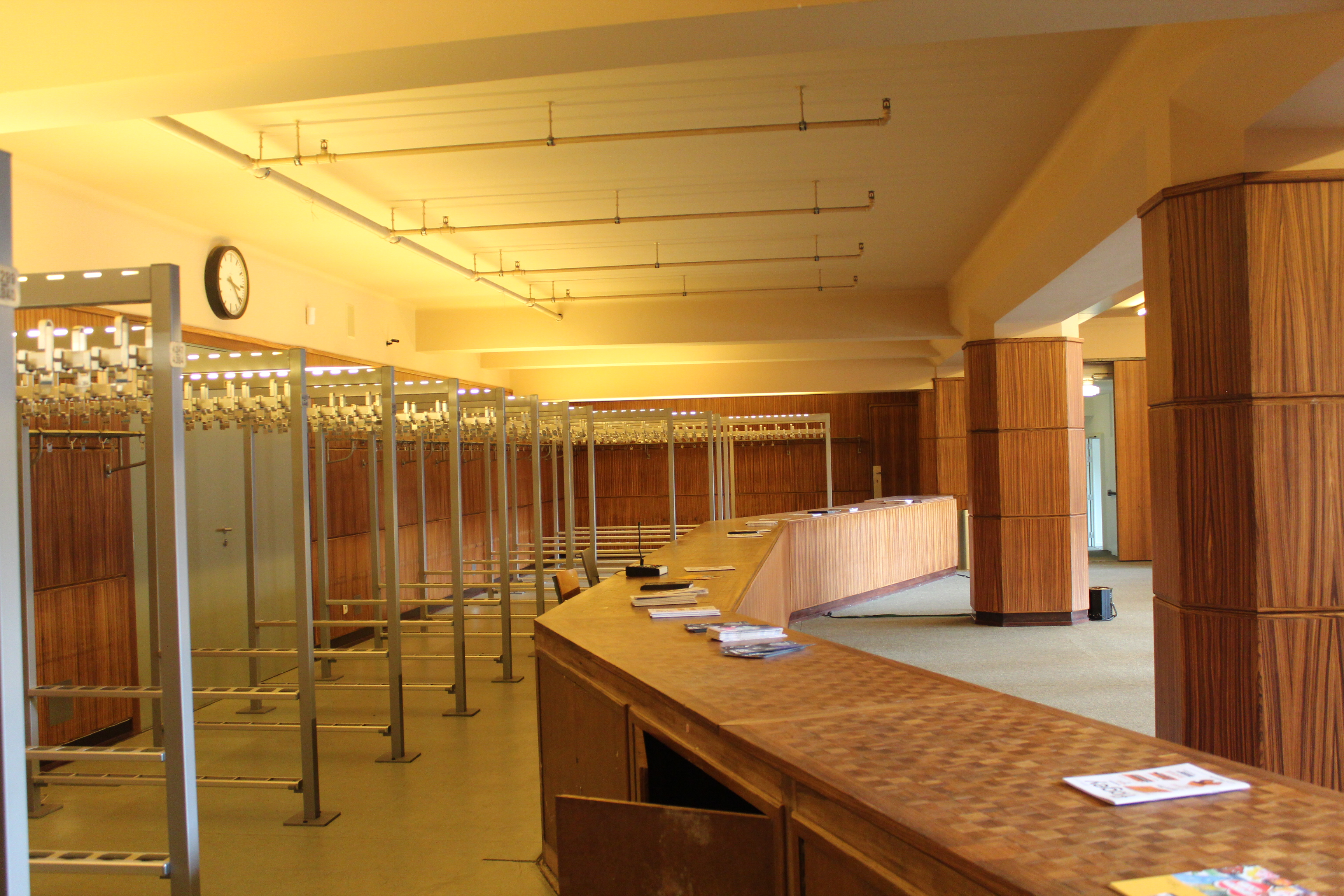
Vestiaire